# Mount Alexandra
Mount Alexandra ist ein etwa 1274 m hoher Berg im ostantarktischen Viktorialand. Er ragt an der Südseite des Entstehungsgebiets des Garwood-Gletschers in den Denton Hills auf.
Das New Zealand Geographic Board benannte ihn 1994 nach der im indischen Kalkutta geborenen und 1862 nach Neuseeland emigrierten Botanikerin Jane Alexandra (1829–1892), die sich mit dem Studium niederer Pflanzen befasste.